# Turnić (Rijeka)
Turnić - Torretta (tal.) je kvart i istoimeni mjesni odbor grada Rijeke.

## Zemljopis
Površina Mjesnog odbora iznosi 373.051 m2, na kojoj živi 5659 stanovnika. Mjesni odbor graniči s mjesnim odborima Mlaka, Podmurvice, Pehlin i Sveti Nikola. Obuhvaća sljedeće ulice i dijelove ulica:
Antuna Barca, Antuna Kosića Rika br. 2 do 10 b,  Antuna Raspora Španca, Bračka, Franje Čandeka 12 do 24 parni i od 25 do 40 svi brojevi, Giuseppea Carabina 1 do 10 (osim br. 7), Krčka, Rapska, Šibenska, Trogirska, Turnić, Vinka Benca, Zvonimirova 1 do 3a neparni i 24 do 58 parni i Vukovarska 78.

## Naziv
Ime dolazi od tal. torre>Turanj>Turnjić ili Turnić (mali toranj). O postanku imena Turnić postoji legenda na čakavskom narječju. Prije 150 godina zapisao ju je Ivo Grohovac Riječanin.
Inače, u starim pričama Turnić je mjesto tajanstveno na kojem je nekada bio stari grad koji se srušio pa su tu mnogi kopali i tražili zakopano rimsko blago.
I danas se, kaže legenda, kad je mjesečina i tiha noć, mogu čuti zvona s turna tog nekadašnjeg grada.
Legenda kazuje: 

## Mjesni odbor
Mjesni odbor Turnić osnovan je na zborovima građana održanim od 12. do 25. svibnja 1995. godine u granicama bivše mjesne zajednice. Organ Mjesnog odbora je Vijeće koje ima predsjednika i 4 člana. Aktualni saziv Vijeća izabran je na izborima na razdoblje od 4 godine. Predsjednik je Viktor Požgaj (SDP)